# Liste der Kulturdenkmäler in Weinsheim (Eifel)
In der Liste der Kulturdenkmäler in Weinsheim sind alle Kulturdenkmäler der rheinland-pfälzischen Ortsgemeinde Weinsheim einschließlich der Ortsteile Gondelsheim, Hermespand und Willwerath aufgeführt. Grundlage ist die Denkmalliste des Landes Rheinland-Pfalz (Stand: 27. Juni 2022).

## Einzeldenkmäler
| Bezeichnung                            | Lage                                          | Baujahr                            | Beschreibung | Bild                           |
| -------------------------------------- | --------------------------------------------- | ---------------------------------- | --- | ------------------------------ |
| Packertkreuz                           | Gondelsheim, Bahnhofstraße Lage               | 1761                               | Kreuzigungsbildstock, bezeichnet 1761 | BW                             |
| Quereinhaus                            | Gondelsheim, Zum Wald 3 Lage                  | 1765                               | barocke Fassade des Wohnteils eines ehemaligen Quereinhauses, bezeichnet 1765 | BW                             |
| Katholische Pfarrkirche St. Fides      | Gondelsheim, Zum Wald 4 Lage                  | um 1461                            | spätgotische zweischiffige Hallenkirche, begonnen um 1461, zwischen 1513 und 1546 umgestaltet (bezeichnet 1523, 1531 und 1540)                                                                                            | weitere Bilder Fotos hochladen |
| Wohnhaus                               | Gondelsheim, Zum Wald 9 Lage                  | 1802                               | Wohnhaus mit Backhaus und Altenteil, bezeichnet 1802 | BW                             |
| Katholische Filialkirche St. Ursula    | Hermespand, Brittenweg 5 Lage                 | 18. Jahrhundert                    | Saalbau, 18. Jahrhundert (wohl von 1780), Westturm mit Pyramidendach wohl vom Vorgänger; mit Ausstattung; am Chor barocker Kreuzigungsbildstock, wohl aus der ersten Hälfte des 18. Jahrhunderts; Kirchhof mit Ummauerung | weitere Bilder Fotos hochladen |
| Wegekreuz                              | Hermespand, Talstraße                         | 1759                               | Schaftkreuz, bezeichnet 1759 | Fotos hochladen                |
| Wegekreuz                              | Weinsheim, Hamburger Straße Lage              | zweite Hälfte des 18. Jahrhunderts | barockes Schaftkreuz, wohl aus der zweiten Hälfte des 18. Jahrhunderts | Fotos hochladen                |
| Wegekreuz                              | Weinsheim, Straßburger Straße                 | 1615                               | reliefierter Kreuzigungsbildstock, Aufsatz vom sogenannten Schönecker Typ, bezeichnet 1615 | Fotos hochladen                |
| Wegekreuz                              | Weinsheim, Straßburger Straße                 | 1722                               | barockes reliefiertes Schaftkreuz, bezeichnet 1722 | Fotos hochladen                |
| Katholische Pfarrkirche St. Willibrord | Weinsheim, Straßburger Straße 2 Lage          | 1706                               | Saalbau, Chor bezeichnet 1706, Westturm bezeichnet 1703 (Erhöhung?); mit Ausstattung | weitere Bilder Fotos hochladen |
| Wohnhaus                               | Weinsheim, Straßburger Straße 11 Lage         | 1764                               | barockes Wohnhaus mit Krüppelwalmdach, bezeichnet 1764 | BW                             |
| Wohnhaus                               | Weinsheim, Straßburger Straße, zu Nr. 23 Lage | 1786                               | Flurküchenhaus, bezeichnet 1786 | BW                             |
| Wohnhaus                               | Weinsheim, Willibrordstraße 20 Lage           | 1775                               | barockes Wohnhaus mit Krüppelwalmdach, bezeichnet 1775 | BW                             |
| Burgring                               | Weinsheim, nördlich des Ortes im Wald Lage    | Mitte des 1. Jahrhunderts v. Chr.  | vorgeschichtlicher Ringwall, Mitte des 1. Jahrhunderts vor Christus (?) | BW                             |
| Katholische Filialkirche St. Lambertus | Willwerath, Brückenstraße Lage                | 1869                               | nachbarocker Saalbau mit Dachreiter, bezeichnet 1869 | weitere Bilder Fotos hochladen |